# ديزموند بلامر
ديزموند بلامر (بالإنجليزية: Desmond Plummer)‏ هو مهندس وسياسي بريطاني، ولد في 25 مايو 1914، وتوفي في 2 أكتوبر 2009. حزبياً، نشط في حزب المحافظين. وقد انتخب عضو مجلس اللوردات.